# Jean Crespin
Pour les articles homonymes, voir Crespin.
Jean Crespin, né vers 1520 à Arras et mort le 12 avril 1572 à Genève, est un avocat, auteur et imprimeur-libraire français. Il dut s’exiler à Genève où il fonda une imprimerie en 1550, et obtint la bourgeoisie le 12 mai 1555.

## Biographie
Jean Crespin est fils de Charles Crespin, avocat et membre du conseil d'Artois, et s'éduque au sein d'une famille bourgeoise et aisée. Il fit des études de droit à Louvain à partir de 1533, et passe sa licence de droit à l'université de Louvain en 1541, où il suit les cours du grand juriste Gabriel Mudaeus. Il se déplace ensuite à Paris, comme secrétaire du juriste Charles du Moulin (1541-1542). Il repart à Louvain en 1552, au moment où un conflit entre Charles Quint et le royaume de France oblige ses compatriotes à quitter le royaume.
Retourné à Arras, il adhère aux idées de la Réforme, probablement influencé par ses compagnons d'étude, et entre en relation avec Jean Calvin et Théodore de Bèze. En décembre 1544, il est impliqué dans le procès pour hérésie intenté à Pierre Brully et condamné au bannissement en mars 1545. Il passe successivement à Paris, Genève et Strasbourg, avant de s'installer à Genève en 1548, réussissant à y faire parvenir sa femme, Madeleine Le Cambier, sa fille Marguerite et une partie de sa fortune. Il met ainsi fin à une période de trois ans d'incertitude et d'errance. Là, il quitte la carrière du droit pour celui des livres et fonde une imprimerie. Il fait d'abord travailler pour lui l'imprimeur Conrad Badius, puis prend en 1554 les rênes de son officine. En 1555, il est reçu à la bourgeoisie de Genève.
À Genève, Jean Crespin épouse Marthe Bourgoing en secondes noces. Elle est la fille du pasteur François Bourgoing, et lui donnera un fils, Samuel.

## La production de l'atelier

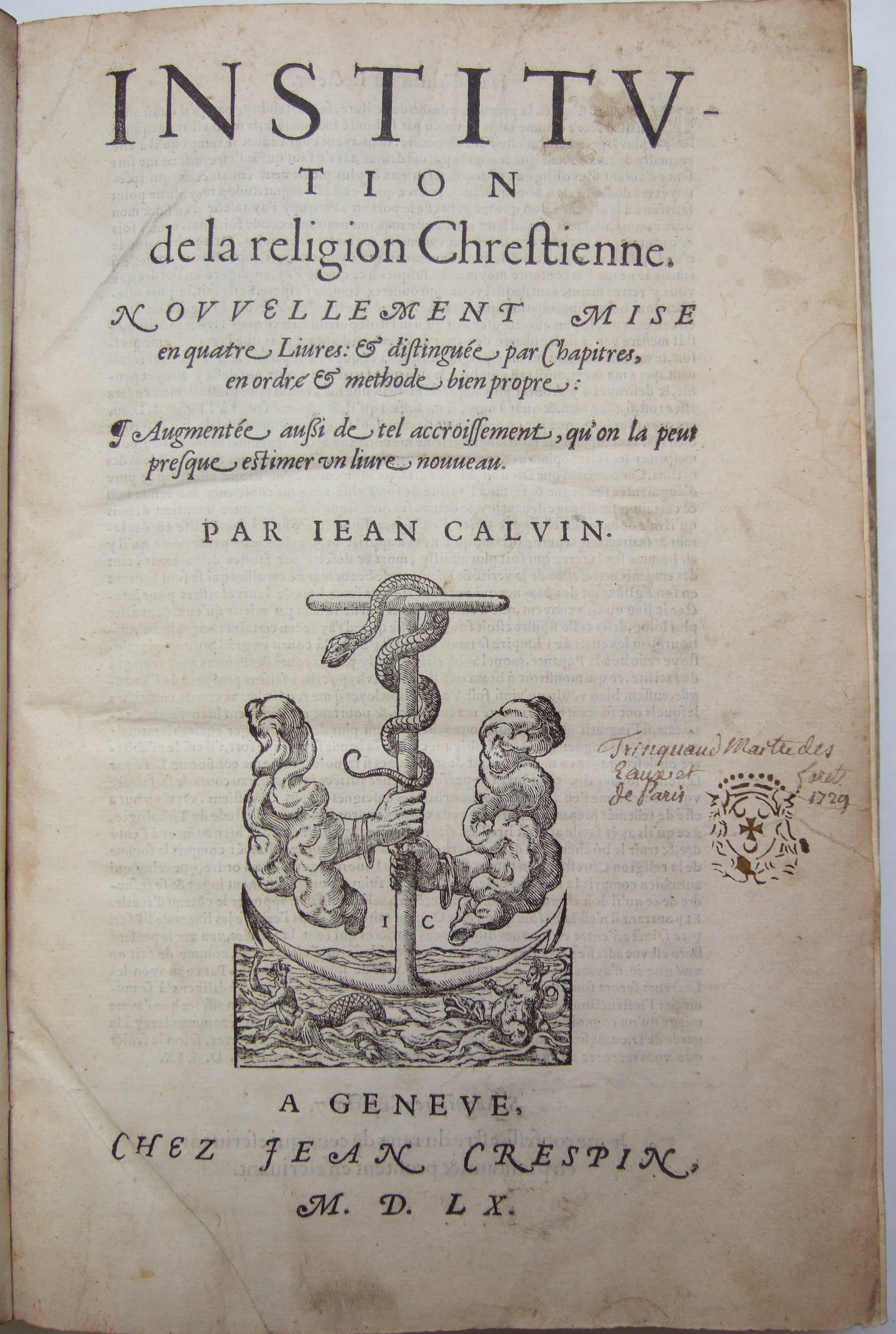
La marque de Crespin sur la page de titre de l'édition française de 1560 de l'Institution de la religion chrétienne, de Jean Calvin.

La production imprimée de Crespin est considérable et tient une place éminente parmi celle de ses concurrents genevois, tant par la qualité des textes que celle de l'impression. Avec les autres grands imprimeurs et marchands-libraires que sont Antoine I Vincent, Laurent de Normandie et Henri Estienne, il contribue à l'élan considérable que l'imprimerie donne à la diffusion des idées réformées. De 1550 à sa mort, il imprime quelque deux cent cinquante éditions, essentiellement religieuses et tournées vers les pays francophones. Il imprime de nombreuses œuvres de Calvin, de Heinrich Bullinger, Jean Husschin dit Œcolampade, Jean Sleidan et Théodore de Bèze, notamment.
Son matériel typographique est élégant et assez fourni, avec quelques beaux encadrements et plusieurs séries de lettrines en blanc sur fond d'entrelacs. Ses marques typographiques figurent une ancre et un serpent. Crespin est également un imprimeur en musique (à partir de 1551) et en grec (1553). À sa mort, son atelier est repris par son gendre Eustache Vignon.

## Œuvres
Grand connaisseur des langues grecque et latine, Crespin aide Robert Constantin dans la composition de son Lexicon Græco-Latinum.
En plusieurs livraisons publiées parues 1554 et 1564, il imprime son Histoire des martyrs, ou Actes des martyrs (connu sous le nom de martyrologe protestant). Cet ouvrage est traduit en latin dès 1556 par Claude Baduel. Il est le fondateur d’une lecture protestante du droit romain et est aussi l’auteur d’un manuel de droit civil.